# Fântânele (Prahova megye)
Fântânele község és falu Prahova megyében, Munténiában, Romániában.  A hozzá tartozó település Bozieni.

## Fekvése
A megye délkeleti részén található, a megyeszékhelytől, Ploieștitől, harmincöt kilométerre keletre, a Schianca és Budureasca patakok mentén.

## Története
A 19. század végén a község neve Fântânelele volt, mely Prahova megye Cricovul járásához tartozott, két falu alkotta: Mazili és Ungureni, összesen 1112 lakossal. A községi iskolát 1879-ben alapították. Mindkét településen ekkor már állt egy-egy templom, az ungurenit 1786-ban egy Enuță nevű bojár és felesége Ecaterina emeltette, a mazilit pedig 1802-ben a Bozieni fivérek építtették. Területén két vízimalom működött.
A 20. század elején Mazili felvette a Fântânele nevet, valamint létrehozták Bozieni falut. A későbbiekben Bozieni lakossága jelentősen lecsökkent, vízhiány miatt lakosai zöme Fântânele valamint Ungureni falvaiba költöztek. Az 1977-es romániai földrengés pedig végleg megpecsételte Bozieni sorsát, a házak jó része összedőlt. 2008-ban már csak egyetlen lakosa volt.
A két világháború közti időszakban a község Urlați járás része volt. 1950-ben a prahovai régió Urlați rajonjához csatolták. 1952-ben a Ploiești régió Mazil-i rajonjához került.
1968-ban Vadu Săpat község területét, a hozzá tartozó Ghinoaica faluval együtt Fântânele községhez csatolták. 2003-ban Vadu Săpat ismét községi rangot kapott, közigazgatásilag pedig mellérendelték Ghinoaica és Ungureni falvakat.

## Lakossága
| Nemzetiségek | 2002 (*) | 2002 (*) |
| ------------ | -------- | -------- |
| Románok      | 4118     | 99,95%   |
| Magyarok     | 1        | 0,02%    |
| Egyéb        | 1        | 0,02%    |
| Összesen     | 4120     | 100,0%   |

* Vadu Săpat, Ghinoaica és Ungureni falvakkal együtt.